# Suzlon Energy
Suzlon Energy Ltd. — индийская машиностроительная компания, крупнейший в Азии (и один из крупнейших в мире) производитель ветрогенераторов. В 2008 году компания занимала 10,5 % мирового рынка ветрогенераторов, находясь на пятом месте по этому показателю. К концу 2008 года Suzlon Energy произвела ветрогенераторов суммарной мощностью более 8000 МВт.

## История
Компания основана в 1995 году предпринимателем Тулси Танти. Численность сотрудников составляла 20 человек. Тулси Танти в то время владел текстильным бизнесом, но через некоторое время вышел из него. Suzlon Energy стала одной из крупнейших в мире компаний — производителей оборудования для ветроэнергетики, а Танти стал одним из самых богатых людей Индии.
16 марта 1996 года Suzlon Energy запустила в эксплуатацию свою первую ветряную установку мощностью 270 кВт.
8 января 2000 года Suzlon Energy запустила в эксплуатацию свою первую ветряную электростанцию мощностью 50 МВт.
30 декабря 2000 года установлен первый ветрогенератор мощностью 1 МВт.
23 сентября 2005 года проведена процедура IPO. Акции размещены на индийских биржах: Бомбейская фондовая биржа (BSE) и Национальная фондовая биржа Индии (NSE). Suzlon в результате публичного размещения акций привлек 15 млрд рупий (около $337 млн). Спрос превысил предложение в 46 раз.
31 июля 2006 года — суммарная мощность ветряных электростанций, построенных Suzlon Energy в Индии, достигла 2 тыс. МВт.
29 сентября 2007 года — суммарная мощность ветряных электростанций, построенных Suzlon Energy в Индии, достигла 3 тыс. МВт.
В 2010 году компания вышла на шестое место в мире по суммарной мощности, произведённого за год оборудования для ветроэнергетики — 2736 МВт.

## Деятельность
Suzlon Energy в 2008 году вёл свою деятельность в 20 странах: Германии, США, Индии, Китае, Италии, Австралии, Дании, Нидерландах, Бельгии, Португалии, Турции, Канаде, Греции и других.
В компании занято 13 тыс. сотрудников. Компания владеет 10 заводами в Индии, заводом по производству лопастей в США, заводом по производству трансмиссий в Бельгии, одним заводом в Китае.
На 22 октября 2007 года портфель заказов компании состоял из ветрогенераторов общей мощностью 3251 МВт на общую сумму $4106 млн.

## Продукция
Suzlon Energy производит промышленные ветрогенераторы мощностью от 350 кВт до 2,1 МВт.

## Основные владельцы
Основной акционер Suzlon Energy — Тулси Танти. Он контролирует 70 % акций компании.